# Cyrille Besset
Pour les articles homonymes, voir Besset (homonymie).
Cyrille Besset né le 4 mars 1861 à Saint-Sernin-du-Plain (Saône-et-Loire) et mort le 17 décembre 1902 à Nice (Alpes-Maritimes) est un peintre français.

## Biographie
Cyrille Besset est le fils de François Besset, entrepreneur de terrassement, et d'Adèle Cottin. Il suit d'abord les cours d'Alfred Roll puis peint seul les environs de Paris et la Bretagne. Il s'établit à Nice aux environs de 1890 dans le quartier Saint-Barthélemy.
Peintre paysagiste, il représente non seulement des vues de Nice mais également du littoral méditerranéen depuis la frontière italienne jusqu'à Marseille et Martigues, ainsi que de l'arrière pays niçois. Il présente un Chemin des champs aux Martigues et Un Canal, quartier des pêcheurs aux Martigues à l'Exposition des beaux-arts de Nice de 1893. Il expose au Salon des artistes français en 1900 où il obtient une médaille de troisième classe pour Les Hauteurs de Cagnes.
Cyrille Besset épouse Aurélie de Faucamberge, femme de lettres qui publie ses ouvrages sous le nom d'Aurel, dont il aura une fille, Fabienne, qui mourra en bas âge. Ayant pris froid en peignant le rocher de Monaco, il meurt de phtisie à Nice le 17 décembre 1902. Sa veuve décidera la Ville de Nice à donner le nom de son mari à une avenue. Le 19 novembre 1904, à l'occasion de l'inauguration de cette voie, l'historien d'art et critique littéraire Camille Mauclair dira dans son discours : « Besset chantait avec une tendresse et une justesse infinies la symphonie rose, mauve et or de vos crépuscules : il disait les routes de montagne embaumant le thym et la lavande, les lointains miroitements de la neige rose, la vie intime des villages, la pureté grecque des collines, la féérie des ciels et des fleurs ».

## Œuvres dans les collections publiques
- Marseille, musée des Beaux-Arts :
  - Le Pont à Tourette sur Loup, 1899, huile sur toile[2] ;
  - Nature morte, objets religieux, huile sur toile[3].
- Nice, musée des Beaux-Arts :
  - La Roya au village de Fontan, huile sur toile ;
  - Le Toit de roses, 1899, huile sur toile.
- Paris, musée d'Orsay : Route blanche de Provence, 1898, huile sur toile[4].

Œuvres de Cyrille Besset
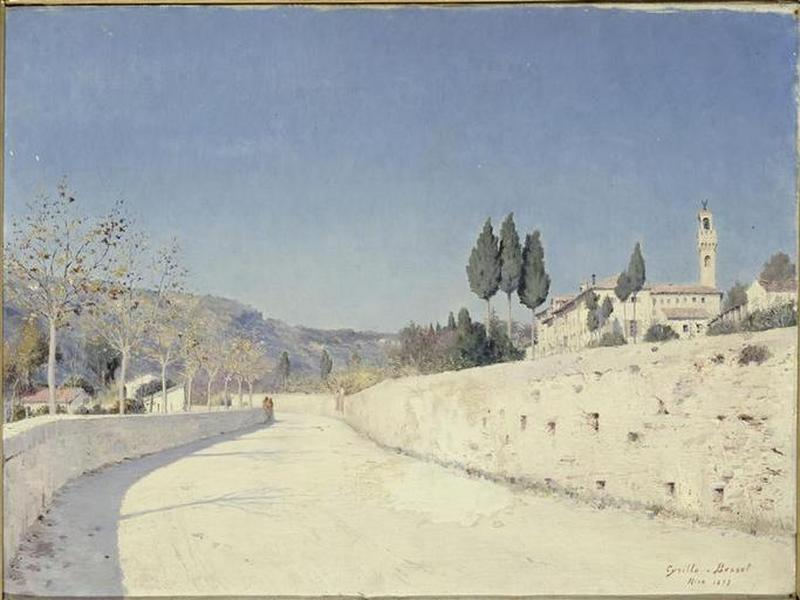
Route blanche de Provence (1898), Paris, musée d'Orsay.
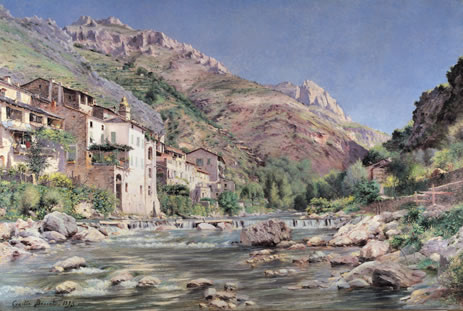
La Roya au village de Fontan, musée des Beaux-Arts de Nice.